# Jack Johnson (acteur)
Pour les articles homonymes, voir Johnson et Jack Johnson.
Jack Johnson (né le 7 avril 1987 à Los Angeles, États-Unis) est un acteur américain.

## Filmographie
- 1994 : Rendez-vous avec le destin
- 1998 : Perdus dans l'espace
- 2002 : The Adventures of Tom Thumb & Thumbelina de Glenn Chaika